# Жінка з намистом (фаюмський портрет)
«Жі́нка з нами́стом» (нім. Dame mit Collier) — поховальний портрет, створений між 161 та 192 роками невідомим автором. Зберігається у Колекції грецьких та римських старожитностей у Музеї історії мистецтв, Відень (інвент. номер ANSA X 301).
Більшість поховальних портретів, що збереглися походять з Фаюмської оази. Деякі з цих портретів, які були знайдені у 1887 році в ер-Рубайя, потрапили до Колекції грецької та римської античності з колекції віденського торговця антикваріатом Теодора Графа, як придбання або подарунок.
Цей поховальний портрет молодої жінки написаний на дошці у техніці енкаустики (від грец. enkaien, випалювати). Художнику вдалося успішно затінити овальне обличчя із оксамитовими щоками і рожевою шкірою, однак деякі деталі, такі як тіло та ніс, виглядають неорганічно та штучно. Ефективний контраст між ніжним відтінками тіла і світлим фоном досягається темним волоссям і люмінесцентним рожевим кольором одягу. Складки шкіри навколо шиї вказують не на вік жінки, а, скоріше за все, як і зображені груди, на еротичний аспект.
Жінка одягнена в рожеву туніку із контрастним декоративним оздобленням, носить золоті сережки із перлами та золоте намисто різного розміру, на одному з яких кулона із головою Медузи. По-простому заколоте волосся і риси обличчя молодої жінки із великими очима нагадує портрети молодої Фаустіни (130—176), дружини римського імператора Марка Аврелія (121—180). 
Практика створення реалістичних портретів померлих та поміщення їх на обличчя забальзамованих мумій тісно пов'язана із віруванням у Стародавньому Єгипті у те, що риси обличчя померлих потім зберігаються у їхньому житті в потойбічному світі.